# Super-Sonic Jazz
Super-Sonic Jazz è il secondo album del musicista jazz statunitense Sun Ra, registrato nel 1956 agli RCA Studios, di Chicago.

## Il disco
Super-Sonic Jazz fu il primo album pubblicato dall'etichetta El Saturn Records, fondata dallo stesso Sun Ra e da Alton Abraham, e fu uno degli unici tre LP di Sun Ra disponibili sul mercato negli anni cinquanta (gli altri due erano Jazz by Sun Ra, sempre del 1957, e Jazz in Silhouette, del maggio 1959).
L'album venne ribattezzato Supersonic Sounds quando fu ristampato nel 1974 dalla Impulse! Records, ma tornò al titolo originale nella successiva ristampa su CD ad opera della Evidence records nel 1992. Nel 2012 è stato nuovamente ristampato in CD, questa volta in abbinamento con l'album Fate in a Pleasant Mood.

## El Saturn Research
Super-Sonic Jazz fu il primo album ad essere pubblicato dalla neonata etichetta discografica El Saturn Records, creata e diretta da Sun Ra con il suo socio in affari Alton Abraham. Fondata nel 1955, all'inizio del 1956 l'etichetta pubblicò qualche 45 giri, inclusi quelli del gruppo doo-wop The Cosmic Rays e Saturn dell'Arkestra, per poi passare a produrre il primo LP a 33 giri nel marzo 1957 con Super-Sonic Jazz. La El Saturn è attualmente considerata, insieme alla Debut Records di Charles Mingus e Max Roach, "una delle prime e più innovative etichette discografiche mai dirette da artisti". Spesso stampati in edizioni ridottissime di appena 75 copie, i dischi erano confezionati utilizzando copertine amatoriali ed assemblati a casa dello stesso Abraham.

## Tracce

### LP vinile 12"
- Tutti i brani sono opera di Sun Ra tranne Soft Talk, scritta da Julian Priester

Lato A
1. India - 4:52
2. Sunology Pt. I - 5:43
3. Advice to Medics - 2:05
4. Super Blonde - 2:39
5. Soft Talk - 2:45
6. Sunology Pt. II - 7:08

Lato B
1. Kingdom of Not - 5:35
2. Portrait of the Living Sky - 1:52
3. Blues at Midnight - 6:34
4. El is a Sound of Joy - 4:00
5. Springtime in Chicago - 3:54
6. Medicine for a Nightmare - 2:25

## Formazione
In Springtime in Chicago, registrata ai Balkan Studios, Chicago, 13 aprile 1956:
- Sun Ra – pianoforte, pianoforte elettrico
- Art Hoyle – tromba, percussioni
- Julian Priester – trombone
- James Scales – sax alto, percussioni
- John Gilmore – percussioni
- Pat Patrick – sax baritono, percussioni
- Wilburn Green – basso
- Robert Barry – batteria

In Super Blonde, Soft Talk, Medicine for a Nightmare, e Advice to Medics, registrate agli studi RCA, possibilmente 16 giugno 1956:
- Sun Ra – piano, piano elettrico, "Space Gong"
- Art Hoyle – tromba
- Julian Priester – trombone
- John Gilmore – sax tenore
- Pat Patrick – sax baritono
- Wilburn Green – basso
- Robert Barry – batteria
- Jim Herndon – timpani, percussioni

In Kingdom of Not, Portrait of The Living Sky, Blues at Midnight, El Is A Sound of Joy, India, e Sunology (entrambe le parti), probabilmente registrate ai Balkan Studios, Chicago, settembre o ottobre 1956:
- Sun Ra – pianoforte, pianoforte elettrico, "Space Gong"
- Art Hoyle – tromba, percussioni
- Pat Patrick – Sax Alto, percussioni
- John Gilmore – Sax Tenore, percussioni
- Charles Davis – Sax Baritono, percussioni
- Victor Sproles – contrabbasso
- William Cochran – batteria
- Jim Herndon – timpani, percussioni